# 北郊水库
北郊水库是中国湖北省襄阳市枣阳市境内的一座水库，位于沙河支流上，建于1974年。水库正常库容为1295万立方米，集雨面积为11平方千米，海拔为135米。